# 異駢遠環蚓
異駢遠環蚓（学名：Amynthas incongruus）为巨蚓科遠環蚓屬下的一个种。